# Болин, Нильс
Нильс Болин (швед. Nils Ivar Bohlin) (17 июля 1920, Харнёсанд — 26 сентября 2002) — шведский инженер, изобретатель трёхточечного ремня безопасности.
Высшее образование (степень бакалавра) в области машиностроения получил в (швед. Härnösand Läroverk) в 1939 году. В 1942, начал работать на авиастроительную компанию Saab на должности авиаконструктора и помогал в разработке катапультируемых кресел. В 1958 году, перешёл на работу в Volvo на должность инженера по безопасности.
Он считается изобретателем современного трёхточечного ремня безопасности, который теперь является стандартом во всех автомобилях. Прежде, чем Нильс Болин добился успеха и нашёл идеальную пропорцию комфорта и безопасности своих ремней безопасности, они далеко не во всех случаях срабатывали так, как надо. Причина этому — неумение водителя правильно пользоваться нововведением. Именно благодаря изобретениям Нильса Болина количество смертей на дорогах сократилось во много раз.
В 1985 году вышел на пенсию. В 1999 году он был удостоен записи в книгу самых выдающихся деятелей мировой автоиндустрии в американском Зале автомобильной славы. В 2002 году его имя было занесено в Национальную галерею славы изобретателей.